# Andreas Kleine
Andreas Kleine ist ein deutscher Wirtschaftswissenschaftler.

## Leben
Nach dem Abitur und der Ausbildung zum Industriekaufmann bei den Thyssen-Edelstahlwerken in Krefeld schloss er 1989 das Studium der Betriebswirtschaftslehre an der Universität des Saarlandes als Diplom-Kaufmann ab. Am Lehrstuhl für Unternehmensforschung (Werner Dinkelbach) war er wissenschaftlicher Mitarbeiter und wissenschaftlicher Assistent. Nach der Promotion zum Dr. rer. oec. in Saarbrücken 1995 mit der Dissertation „Entscheidungstheoretische Aspekte der Principal-Agent-Theorie“ und der Habilitation 2001 ebenda mit der Schrift „Effiziente Alternativen, Produktionen und Organisationen“ im Fach Betriebswirtschaftslehre vertrat er an der Universität Hohenheim ab 2002 zunächst den Lehrstuhl für Unternehmensforschung und leitete anschließend das Lehrgebiet für Quantitative Methoden. Als Visiting Scholar forschte er 2005 an der Aston Business School. Seit 2011 lehrt auf dem Lehrstuhl Betriebswirtschaftslehre, insbesondere Quantitative Methoden und Wirtschaftsmathematik an der FernUniversität Hagen.
Seine Arbeitsgebiete sind Anwendungen von quantitativen Methoden in der Betriebswirtschaftslehre.

## Schriften (Auswahl)
- Entscheidungstheoretische Aspekte der Principal-Agent-Theorie. Heidelberg 1996, ISBN 3-7908-0897-0.
- mit Werner Dinkelbach: Elemente einer betriebswirtschaftlichen Entscheidungslehre. Mit 26 Tabellen. Heidelberg 1996, ISBN 3-540-61569-5.
- DEA-Effizienz. Entscheidungs- und produktionstheoretische Grundlagen der Data-Envelopment-Analysis. Wiesbaden 2002, ISBN 3-8244-7582-0.
- als Herausgeber mit Wolf Wenger und Martin Josef Geiger: Business Excellence in Produktion und Logistik. Festschrift für Prof. Dr. Walter Habenicht. Wiesbaden 2011, ISBN 3-8349-2700-7.